# Domaize
Domaize – miejscowość i gmina we Francji, w regionie Owernia-Rodan-Alpy, w departamencie Puy-de-Dôme.
Według danych na rok 1990 gminę zamieszkiwało 298 osób, a gęstość zaludnienia wynosiła 20 osób/km² (wśród 1310 gmin Owernii Domaize plasuje się na 557. miejscu pod względem liczby ludności, natomiast pod względem powierzchni na miejscu 630.).